# Пюпленж
Пюпленж (фр. Puplinge) — громада  в Швейцарії в кантоні Женева.

## Географія
Громада розташована на відстані близько 125 км на південний захід від Берна, 7 км на схід від Женеви.
Пюпленж має площу 2,7 км², з яких на 21,1% дозволяється будівництво (житлове та будівництво доріг), 74,3% використовуються в сільськогосподарських цілях, 4,5% зайнято лісами, 0% не є продуктивними (річки, льодовики або гори).

## Демографія
2019 року в громаді мешкало 2468 осіб (+21,5% порівняно з 2010 роком), іноземців було 23,2%. Густота населення становила 924 осіб/км².
За віковим діапазоном населення розподілялося таким чином: 23,1% — особи молодші 20 років, 59,3% — особи у віці 20—64 років, 17,5% — особи у віці 65 років та старші. Було 986 помешкань (у середньому 2,5 особи в помешканні).
Із загальної кількості 1128 працюючих 22 було зайнятих в первинному секторі, 40 — в обробній промисловості, 1066 — в галузі послуг.